# Les Fils du vent (film, 2004)
Pour les articles homonymes, voir Les Fils du vent.
Pour plus de détails, voir Fiche technique et Distribution.
Les Fils du Vent est un  film franco-hispano-britannique réalisé par Julien Seri, tourné en 2003 et sorti en 2004.
Ce n'est pas une suite de Yamakasi (2001) : même si on retrouve les mêmes acteurs principaux, les personnages ont des noms différents et aucune référence aux événements du premier film n'est faite.

## Synopsis
De jeunes athlètes français pratiquant l'art du déplacement se rendent à Bangkok. Sur place, ils vont rencontrer les Hyènes, dont le chef se nomme Kien, des sportifs chinois qui ont mis leurs compétences au service d'un groupe de yakuza sans scrupules, et Tsu, une jeune Chinoise aussi belle que talentueuse, qui n'est autre que la sœur de Kien.
Après l'enlèvement de celle-ci et de l'un des leurs, les Français devront s'aventurer au péril de leur vie au cœur du territoire ennemi...

## Fiche technique
Sauf indication contraire, les informations mentionnées dans cette section peuvent être confirmées par la base de données cinématographiques IMDb,  présente dans la section « Liens externes ».
- Titre original : Les Fils du vent
- Titre québécois : Le Retour des Yamakazi: Les Fils du Vent[1]
- Titre international : Sons of the Wind[2]
- Réalisation : Julien Seri
- Scénario : Julien Seri, Philippe Lyon et Charles Perrière, avec les dialogues de Bruno Guiblet et Philippe Lyon
- Musique : Christian Henson
- Direction artistique : Fred Remuzat
- Décors : Nigel Pollock et Pawas Sawatchaiyamet
- Costumes : Jooyun Gonnet et Sandrine Langen
- Photographie : Michel Taburiaux
- Son : Jean-Paul Hurier, Jérôme Wiciak, Joe Henson
- Montage : Maryline Monthieux
- Production : Yves Marmion
  - Production exécutive : Don Balfour et Alexandra Derbyshire
  - Production déléguée : Olivier Thaon
  - Production associée : Jason Newmark
  - Coproduction : Mate Cantero, Stéphane Sorlat et Julie Baines
- Sociétés de production[3] :
  - France : UGC YM, UGC et TF1 Films Production
  - Espagne : Mate Production[4]
  - Royaume-Uni : Dan Films[5]
- Sociétés de distribution[3],[4] :
  - France : UGC Fox Distribution (UFD)
  - Espagne : Manga Films
  - Belgique : Cinéart
  - Québec : Christal Films / Lionsgate Films
  - Suisse romande : JMH Distributions SA
- Budget : 18 948 017 €[6]
- Pays de production :  France,  Espagne,  Royaume-Uni
- Langues originales : français, japonais, anglais
- Format[7] : couleur - 35 mm - 1,85:1 (Panavision) - son DTS | Dolby Digital
- Genre : action, aventures, drame
- Durée : 90 minutes
- Dates de sortie[2] :
  - France, Suisse romande : 23 juin 2004[8]
  - Belgique : 30 juin 2004[9]
  - Québec : 20 mai 2005[10]
  - Espagne : 4 août 2006
- Classification[11] :
  - France : tous publics[12]
  - Belgique : tous publics (Alle Leeftijden)[9]
  - Suisse romande : interdit aux moins de 12 ans[13]
  - Québec : 13 ans et plus - violence (13+ / 13 years and over)[10]

## Distribution
- Châu Belle Dinh : Kien
- Charles Perrière : Logan
- Guylain N'Guba Boyeke : Yaguy
- Laurent Piemontesi : Léo
- Malik Diouf : Kenjee
- Williams Belle : Williams
- Yann Hnautra : Lucas
- Élodie Yung : Tsu
- Santi Sudaros : Kitano
- Burt Kwouk (VF : Vincent Grass) : M. Wong

## Distinctions

### Nominations
- Prix mondiaux de la bande originale 2004[14] :
  - Découverte de l'année pour Christian Henson,
  - Meilleur compositeur de la bande originale de l'année pour Christian Henson.